# Миратовац
Миратовац или Миратовци (на сръбски: Миратовац или Miratovac; на албански: Miratoci) е село в Югоизточна Сърбия, Пчински окръг, община Прешево.

## Население
Според статистиката на Васил Кънчов („Македония. Етнография и статистика“) от 1900 година Миратовци е населявано от 400 жители българи християни.
Албанците в община Прешево бойкотират проведеното през 2011 г. преброяване на населението.
Според преброяването на населението от 2002 г. селото има 2774 жители.

### Етнически състав
Данните за етническия състав на населението са от преброяването през 2002 г.
- албанци – 2731 жители (98,44%)
- сърби – 13 жители (0,46%)
- мюсюлмани – 1 жител (0,03%)
- бошняци – 1 жител (0,03%)
- регионална принадлежност – 1 жител (0,03%)
- други – 1 жител (0,03%)
- неизвестно – 26 жители (0,93%)